# Helionides tina
Helionides tina är en insektsart som först beskrevs av Irena Dworakowska 1981.  Helionides tina ingår i släktet Helionides och familjen dvärgstritar.
Artens utbredningsområde är Kongo-Kinshasa. Inga underarter finns listade i Catalogue of Life.